# Nelly Commergnat
Nelly Commergnat (28 de novembro de 1943 - 15 de dezembro de 2021) foi uma política francesa. Membro do Partido Socialista, serviu na Assembleia Nacional de 1981 a 1986.